# Dwykia
 (octobre 2023).
Dwykia analensis
Genre
Dwykia est un genre fossile de poissons osseux de l’ordre également fossile des Palaeonisciformes qui ont vécu au cours du Viséen.  Une seule espèce est connue, Dwykia analensis (Gardiner, 1969).

## Répartition
Des restes fossiles de Dwykia ont été mis au jour en Afrique du Sud.

### Publication originale
- (en) Brian George Gardiner, « New palaeoniscoid fish from the Witteberg series of South Africa », Zoological Journal of the Linnean Society, 1969, vol. 48, n. 4, p. 423-452 DOI 10.1111/j.1096-3642.1969.tb00722.x.